# Борисово (Сарапульський район)
Бори́сово (рос. Борисово) — присілок в Сарапульському районі Удмуртії, Росія.
Урбаноніми:
- вулиці — Дальня, Радгоспна, Сігаєвська
- провулки — Зарічний, Польовий, Райдужний

## Населення
Населення становить 65 осіб (2010, 41 у 2002).
Національний склад (2002):
- росіяни — 90 %